# 半紙
半紙（はんし）とは、和紙の規格の一つで、杉原紙の寸延判を全紙としてこれを半分にした寸法の紙。延紙（延べ紙）を半分にした寸法の紙と定義されることもある。実際の半紙の寸法は時代や地域によって差異があるが、現代では縦33センチメートル・横24センチメートルのものが多い。

## 歴史
日本では近世に入ると紙の需要が飛躍的に増大し、各地に紙の産地が生まれ大量に流通するようになった。江戸時代、将軍から発給される文書の寸法は権威誇示のために室町時代よりも大型化した。一方、通常使用される紙は安価で実用的なほうがよく小型化していき、半紙、半切紙、中折紙などが量産されるようになり、近世は半紙が全盛の時代だった。寺子屋での文字練習には半紙を重ねて冊子状にした双紙も用いられた。ただし、文字の練習に使うには紙の値段は高かったため、一枚の紙に何度も重ね書きしたり、何度も書き直せる黄色の漆塗紙が用いられた。
明治時代になり、紙の産地では1904年（明治37年）頃に半紙の生産が急激に落ち込んだ。1903年（明治36年）から国定教科書が洋紙に切り替えられ、学校教育でも洋紙が急速に普及したためと考えられている。児童の学習用に紙を比較的頻繁に使うことができるようになったのは、明治30年代後半だったが紙の素材は和紙ではなく洋紙だった。毛筆に適した和紙は学習用にふんだんに使えるほど廉価にはならず、毛筆は学校ではもっぱら習字の時間に使われるのみとなった。
現代の半紙は毛筆習字用に抄紙機で大量生産されており、最初からこの大きさで漉かれている。

## 規格
書道で使用される半紙は 約243 × 333mm（曲尺で 8寸 × 1尺1寸）であり、この規格が書道・習字の半紙のほぼ全てを占める。またこの大きさは日本における絵画キャンバスの寸法ではF4（332 × 242mm）とほぼ同じである。
やや大きい規格の紙で書で使用するものに「半懐紙（約245 × 365mm）」がある。半懐紙は一般的に多用される書の半紙とは一線を引き「仮名書道」を主対象として作られる料紙の規格のひとつである。